# Thor Ekenman
Thor Ludvig August Ekenman, född 2 februari 1841 i Jönköping, död 13 mars 1932 på Lidingö, var en svensk militär och riksdagsman. 
Ekenman var löjtnant vid Gotlands nationalbeväring och kapten i armén. Han var även politiker och ledamot av riksdagens första kammare 1881–1890, invald i Jönköpings läns valkrets. 
Han är begravd på Lidingö kyrkogård.